# Atractocarpus benthamianus
Atractocarpus benthamianus là một loài thực vật có hoa trong họ Thiến thảo. Loài này được (F.Muell.) Puttock mô tả khoa học đầu tiên năm 1999.